# یواس‌اس ماتول (ای‌او-۱۷)
یواس‌اس ماتول (ای‌او-۱۷) (به انگلیسی: USS Mattole (AO-17)) یک کشتی بود که طول آن ۴۴۶ فوت (۱۳۶ متر) بود. این کشتی در سال ۱۹۲۰ ساخته شد.